# Coenyropsis bera
Coenyropsis bera är en fjärilsart som beskrevs av William Chapman Hewitson 1877. Coenyropsis bera ingår i släktet Coenyropsis och familjen praktfjärilar. Inga underarter finns listade i Catalogue of Life.

## Bildgalleri

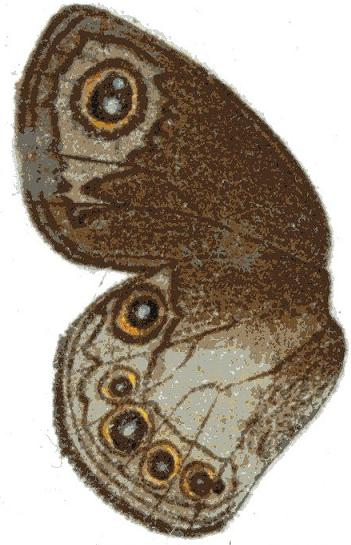